# Bierna Bientie
Bierna Leine Bientie, född 28 september 1951, är en sydsamisk präst, som var den förste sydsamisktalande prästen i Norska kyrkan.
Bierna Bientie utbildade sig till präst på Menighetsfakultetet och ordinerades 1978. Han var därefter präst i Nordland och Trøndelag. Mellan 1998 och 2014 var han präst speciellt för sydsamer.
Han har tillsammans med Anna Jacobsen översatt Markusevangeliet till sydsamiska, vilket därefter gavs ut av Det Norske Bibelselskap 1993 under titeln Jupmelen rijhke lea gietskesne (Guds rike är nära). År 2013 utkom ett nytt urval av bibeltexter översatta till sydsamiska.
I Salmer 1997 är Bierna Bientie representerad med sex översatta psalmer och i Norsk salmebok 2013 har han en egenskriven och fyra
översatta psalmer. 
Bierna Bientie var 1997 med och grundade kvartalstidskriften Daerpies Dierie, som han därefter var redaktör för till 2014.
Han är gift med författaren Anne-Grethe Leine Bientie (född 1954).